# Denis Kolinger
Denis Kolinger (Malsch, 14 gennaio 1994) è un calciatore croato, difensore della Lokomotiva Zagabria.

## Carriera

### Club
Il 15 gennaio 2021 viene acquistato a titolo definitivo dalla squadra danese del Vejle, con cui firma un contratto di 3 anni e mezzo con scadenza il 30 giugno 2024.

### Nazionale
Ha giocato nelle nazionali giovanili croate Under-17 ed Under-21.
Nel 2017 ha giocato una partita con la nazionale maggiore croata.

## Statistiche

### Presenze e reti nei club
Statistiche aggiornate al 25 febbraio 2022.
| Stagione             | Squadra              | Campionato           | Campionato | Campionato | Coppe nazionali | Coppe nazionali | Coppe nazionali | Coppe continentali | Coppe continentali | Coppe continentali | Altre coppe | Altre coppe | Altre coppe | Totale | Totale |
| Stagione             | Squadra              | Comp                 | Pres       | Reti       | Comp            | Pres            | Reti            | Comp               | Pres               | Reti               | Comp        | Pres        | Reti        | Pres   | Reti   |
| -------------------- | -------------------- | -------------------- | ---------- | ---------- | --------------- | --------------- | --------------- | ------------------ | ------------------ | ------------------ | ----------- | ----------- | ----------- | ------ | ------ |
| 2011-2012            | NK Zagabria          | 1. HNL               | 1          | 0          | CC              | 0               | 0               | -                  | -                  | -                  | -           | -           | -           | 1      | 0      |
| 2012-2013            | NK Zagabria          | 1. HNL               | 15         | 0          | CC              | 0               | 0               | -                  | -                  | -                  | -           | -           | -           | 15     | 0      |
| 2013-2014            | NK Zagabria          | 2. HNL               | 31         | 0          | CC              | 2               | 0               | -                  | -                  | -                  | -           | -           | -           | 33     | 0      |
| 2014-2015            | NK Zagabria          | 1. HNL               | 30         | 2          | CC              | 0               | 0               | -                  | -                  | -                  | -           | -           | -           | 30     | 2      |
| 2015-2016            | NK Zagabria          | 1. HNL               | 25         | 0          | CC              | 2               | 0               | -                  | -                  | -                  | -           | -           | -           | 27     | 0      |
| Totale NK Zagabria   | Totale NK Zagabria   | Totale NK Zagabria   | 102        | 2          |                 | 4               | 0               |                    | -                  | -                  |             | -           | -           | 106    | 2      |
| 2016-2017            | Lokomotiva Zagabria  | 1. HNL               | 21         | 0          | CC              | 3               | 0               | UEL                | 0                  | 0                  | -           | -           | -           | 24     | 0      |
| 2017-2018            | Lokomotiva Zagabria  | 1. HNL               | 30         | 3          | CC              | 4               | 1               | -                  | -                  | -                  | -           | -           | -           | 34     | 4      |
| 2018-2019            | Lokomotiva Zagabria  | 1. HNL               | 33         | 0          | CC              | 3               | 0               | -                  | -                  | -                  | -           | -           | -           | 36     | 0      |
| 2019-2020            | Lokomotiva Zagabria  | 1. HNL               | 32         | 2          | CC              | 5               | 0               | -                  | -                  | -                  | -           | -           | -           | 37     | 2      |
| 2020-gen. 2021       | Lokomotiva Zagabria  | 1. HNL               | 12         | 0          | CC              | 2               | 0               | UCL+UEL            | 1+1                | 0                  | -           | -           | -           | 16     | 0      |
| Totale Lok. Zagabria | Totale Lok. Zagabria | Totale Lok. Zagabria | 128        | 5          |                 | 17              | 1               |                    | 2                  | 0                  |             | -           | -           | 147    | 6      |
| gen.-giu. 2021       | Vejle                | SL                   | 18         | 1          | CD              | 2               | 0               | -                  | -                  | -                  | -           | -           | -           | 20     | 1      |
| 2021-2022            | Vejle                | SL                   | 17         | 1          | CD              | 5               | 1               | -                  | -                  | -                  | -           | -           | -           | 22     | 2      |
| Totale Vejle         | Totale Vejle         | Totale Vejle         | 35         | 2          |                 | 7               | 1               |                    | -                  | -                  |             | -           | -           | 42     | 3      |
| Totale carriera      | Totale carriera      | Totale carriera      | 265        | 9          |                 | 28              | 2               |                    | 2                  | 0                  |             | -           | -           | 295    | 11     |

### Cronologia presenze e reti in nazionale
| Cronologia completa delle presenze e delle reti in nazionale ― Croazia | Cronologia completa delle presenze e delle reti in nazionale ― Croazia | Cronologia completa delle presenze e delle reti in nazionale ― Croazia | Cronologia completa delle presenze e delle reti in nazionale ― Croazia | Cronologia completa delle presenze e delle reti in nazionale ― Croazia | Cronologia completa delle presenze e delle reti in nazionale ― Croazia | Cronologia completa delle presenze e delle reti in nazionale ― Croazia | Cronologia completa delle presenze e delle reti in nazionale ― Croazia |
| Data                                                                   | Città                                                                  | In casa                                                                | Risultato                                                              | Ospiti                                                                 | Competizione                                                           | Reti                                                                   | Note                                                                   |
| ---------------------------------------------------------------------- | ---------------------------------------------------------------------- | ---------------------------------------------------------------------- | ---------------------------------------------------------------------- | ---------------------------------------------------------------------- | ---------------------------------------------------------------------- | ---------------------------------------------------------------------- | ---------------------------------------------------------------------- |
| 27-5-2017                                                              | Los Angeles                                                            | Messico                                                                | 1 – 2                                                                  | Croazia                                                                | Amichevole                                                             | -                                                                      | 71’                                                                    |
| Totale                                                                 |                                                                        | Presenze                                                               | 1                                                                      |                                                                        | Reti                                                                   | 0                                                                      |                                                                        |